# Duet (videojuego)
Duet es un juego de acción de 2013 del desarrollador de juegos australiano Kumobius para iOS y Android. Los jugadores controlan dos orbes de colores, guiándolos para evitar los obstáculos que se aproximan. Su versión de Android se lanzó por primera vez como parte de Humble Mobile Bundle 6.

## Jugabilidad
El jugador gira una pista circular con dos orbes de colores, guiando las bolas para evitar obstáculos entrantes. El nivel se restablece una vez que un orbe choca contra un obstáculo. Se requiere mantener ambos orbes intactos para pasar un nivel. Los nombres de los niveles son del modelo de Kübler-Ross.

## Recepción
El juego ha reunido críticas mixtas a positivas de los críticos. En agosto de 2014, Metacritic enumera una puntuación de 79 para el juego, una calificación de "críticas generalmente favorables". Duet también aparece con una puntuación de 80,00% en GameRankings. Los críticos elogian a Duet por sus controles y diseño, pero destacan su notoria dificultad. Tiene una puntuación de 4,9/5 en la App Store de Apple y de 4,7/5 en la Play Store de Google. Duet también tiene una calificación de 9/10 en Steam. Apareció en The New Yorker's Best, Most Elegant iPhone Games of the Year 2013 y en Kotaku's Mobile Game of the Year 2013.

## Otras lecturas
- Starr, Michelle (28 de octubre de 2013). «Duet: How a kick-butt game soundtrack is made». c|net. Consultado el 5 de febrero de 2022.